# 小行星8465
小行星8465（8465 Bancelin）是一颗绕太阳运转的小行星，为主小行星带小行星。该小行星于1981年3月19日发现。

## 轨道参数
小行星8465的轨道半长轴为473 404 368 km，3.1644677 UA，离心率为0.154。